# International Journal of Hydrogen Energy
Das International Journal of Hydrogen Energy ist eine wöchentlich erscheinende, begutachtete wissenschaftliche Fachzeitschrift, die von Elsevier für die International Association for Hydrogen Energy herausgegeben wird.
Themenschwerpunkt der Zeitschrift ist die Wasserstoffwirtschaft, wobei alle Facetten der Energiegewinnung aus Wasserstoff wie dessen Gewinnung, Verteilung, Speicherung und Nutzung abgedeckt werden. Neben physikalischen und technischen Belangen finden auch ökonomische und ökologische Aspekte Berücksichtigung. Chefredakteur ist T.N. Veziroglu.
Der Impact Factor lag im Jahr 2020 bei 5,816, der fünfjährige Impact Factor bei 5,242. Damit lag das Journal beim Impact Factor auf Rang 37 von insgesamt 114 in der Kategorie „Energie und Treibstoffe“ gelisteten wissenschaftlichen Zeitschriften, auf Rang 9 von 29 Zeitschriften in der Kategorie „Elektrochemie“ und auf Rang 48 von 162 Zeitschriften in der Kategorie „physikalische Chemie“.